# بربرین
بربرین (به انگلیسی: Berberine) با فرمول شیمیایی C۲۰H۱۸NO۴+ یک ترکیب شیمیایی با شناسه پاب‌کم ۲۳۵۳ است؛ که جرم مولی آن ۳۳۶٫۳۶۱۲۲ g/mol می‌باشد.بِربرین:
بربرین به عنوان یک نمک آلکالوئیدی می‌باشد که در بسیاری از گیاهان از جمله، زرشک ارِگون (Berberis aquifolium)، زرشک معمولی (Berberis vulgaris)، زرشک ((Berberis aristataیافت می‌شود. تا به اکنون مطالعات زیادی اثرات درمانی و مؤثر بربرین را نشان داده‌اند. از آن جمله می‌توان به اثرات بسیار قوی آنتی اکسیدانی بربرین اشاره نمود. در یک مطالعه نشان داده شد که، بربرین توان آنتی اکسیدانی بافت هیپوکامپ مغزی را افزایش می‌دهد که در این راستا میزان پراکسیداسیون لیپدی را کاهش و فعالیت آنزیم سوپراکسیددیسموتاز را افزایش داده بود. در یک مطالعه دیگر این نکته به خوبی مشخص گردید که، بربرین میزان آسیب‌های ناشی از استرس اکسیدی بر روی میتوکندری را کاهش و توان آنتی اکسیدانی بافت کبد را افزایش می‌دهد. Dong و همکاران نشان دادند که بربرین میزان استرس اکسیدی تجربی القاء شده در سلول‌های 3T3-L1 را در سطح معنی داری کاهش می‌دهد. فعالیت آنتی اکسیدانتی بربرین به‌طور گسترده ای نشان داده شده‌است. اولاً گزارش شده‌است که بربرین می‌تواند گونه‌های فعال اکسیژن(ROS)و گونه‌های فعال نیتروژن(RNS)را تمیز کند. ثانیاً بربرین می‌تواند پراکسیداسیون چربی را مهار کند و اثر محافظتی علیه اکسیداسیون لیپوپروتئین با چگالی کم(LDL)را نشان می‌دهد. بربرین می‌تواند استرس اکسیداتیو را به وسیلهٔ کاهش سطح بیان نیکوتین آمید آدنین دی نوکلئوتید فسفات(NADPH)اکسیداز (که منبع اصلی محصولات ROSدر سلول است) کاهش دهد. مطالعه دیگری خاصیت ضدالتهابی بربرین را در محیط درون‌تنی و درون‌کشتگاهی به اثبات رسانده است.